# Еврейское кладбище в Сатанове
Еврейское кладбище — киркут в посёлке городского типа Сатанов Городокского района Хмельницкой области Украины.
В историческом путеводителе «Сто еврейских местечек Украины» (Иерусалим — Санкт-Петербург, 1998), указано, что «еврейское кладбище Сатанова с полным правом можно назвать каменной летописью общины. Тексты и изображения на резных надгробных стелах позволяют не только узнать имена и время жизни членов общины, но и представить себе исторический фон её жизни, заглянуть в мир духовных и социальных ценностей еврейских общин Восточной Европы»..

## Описание
Расположено за пределами города, примерно в 500 метрах от городских ворот, на высоком клиновидном холме, который возвышается над р. Збруч и тянется вдоль дороги на Каменец-Подольский. Как и большинство традиционных киркутов размещалось за рекой, что символизировало отделение живого от мёртвого. В Сатанове, в частности, от поселка оно отделено безымянным ручьём. Кроме того, кладбище обязательно располагалось на высокой горе, чтобы на него было тяжело подниматься и, люди не стремились побыстрее там очутиться. С горы, на которой раскинулось еврейское кладбище открывается замечательная панорама всего посёлка.
Кладбище вытянулось почти на 0,5 километра с севера на юг, ширина его около 200 метров. Сохранились лишь фрагменты каменной стены, которая окружала киркут.
По датам захоронений чётко выделяются два участка: старая часть, на которой имеется около 500 надгробий XVI—XIX веков, многие из которых почти не видны в зарослях, и новая часть, которая отделена от старой — перелеском. Здесь расположены около 3000 надгробий конца XIX—XX веков.

## Старая часть
Древнейшая часть кладбища расположилась на юго-восточном склоне холма, обращенном к Збручу.
Старейшее из пяти выявленных надгробий XVI века — времени образования еврейской общины Сатанова — датировано 1576 годом. Самые ранние памятники — это прямоугольные стелы без декора. Они напоминают надгробия того же времени из Германии, Польши и Чехии. Тексты на стелах сохранились лишь частично, но иногда из них можно узнать даты рождения и смерти, а также имена первых еврейских поселенцев Сатанова: Моше, Цви, Менахем, Хана-дочь Шмуэля.
Надгробия первой половины XVII века, как и памятники XVI века, расположены компактно. Некоторые из них исследователи обнаружили под слоем дёрна, который обеспечил лучшую сохранность памятников. Фасадные части тщательно обработанных стел разделены на две части: вверху размещён символический образ, внизу — эпитафия. В декоре памятников исследователи зафиксировали несколько видов изобразительных мотивов: дерево с плодами, виноградные гроздья, рыбы с львиными головами, гирлянды.
На стеле 1638 года изображён жест благословения поднятыми руками с особым способом сложенными пальцами (так называемое «благословение Когана»). Это одно из самых ранних такого рода изображений в Восточной Европе. Под этим камнем погребён юноша из рода первосвященников. Могилы «когенов» (священнослужителей), отличаются от остальных тем, что украшены специальным символом — соединёнными в благословляющем жесте руками. Ещё одна могильная плита (на идиш — «мацева») датируется 1790 годом.

## Новая часть
Новая часть кладбища — это однообразные ряды невысоких надгробий с полукруглыми навершиями. Плоские рельефы, сделанные по трафарету, сохраняют следы покраски. На мужских надгробиях изображены, как правило, лежащий лев, а на женских — птицы и менора с пятью рожками. Однако, и в этой части кладбища встречаются оригинальные мотивы в оформлении памятников. Так, на памятнике, установленном на могиле человека по фамилии Элефант, высечен слон. Это редкий для поздней эпохи пример соблюдения старинной традиции сопровождать имя покойного изображением соответствующего ему животного.
На новый участок кладбища перенесены останки евреев Сатанова, погибших в годы Второй мировой войны. За пределами кладбища расположилась братская могила членов общины, умерших во время эпидемий.

## Впечатления
Московский журналист Григорий Ревзин так описал свои впечатления от еврейского кладбища в Сатанове:

Года три назад (2002) я оказался в городе Сатанове на Западной Украине. Там находится одна из старейших европейских синагог, ренессансного периода, мне хотелось её увидеть (в ней теперь хлев). Евреев в этом городке нет ни одного, кого не уничтожили махновцы, тех уничтожили эсэсовцы. А за городом есть кладбище, большое, метров 500 длиной и шириной метров сто. Дело было зимой, и вот степь, снег, ковыль какой-то из него торчит — и могильные плиты. Абсолютно одинаковые, серенькие, высотой сантиметров 70, с надписями. С XVI до XIX века хоронили, тысячи три могил, правильные шеренги, идут куда-то: налево, направо, прямо — в степь, в бесконечность. Заброшенное кладбище исчезнувшего народа. На триста верст вокруг никто не понимает, что написано на могильных плитах. И они медленно уходят в снег.— Коммерсантъ № 83, 11 мая 2005 года

## Галерея

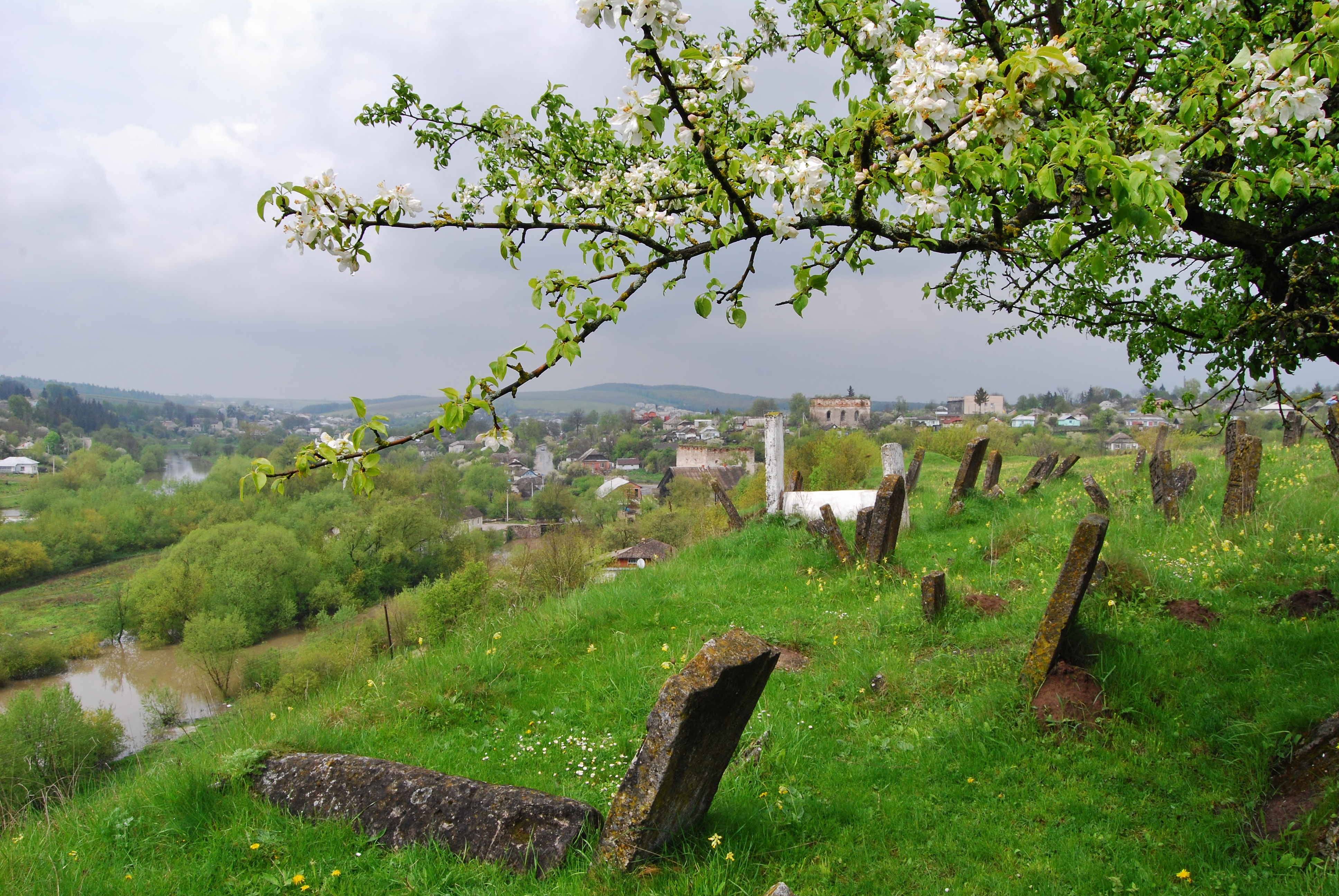
Вид в сторону р. Збруч
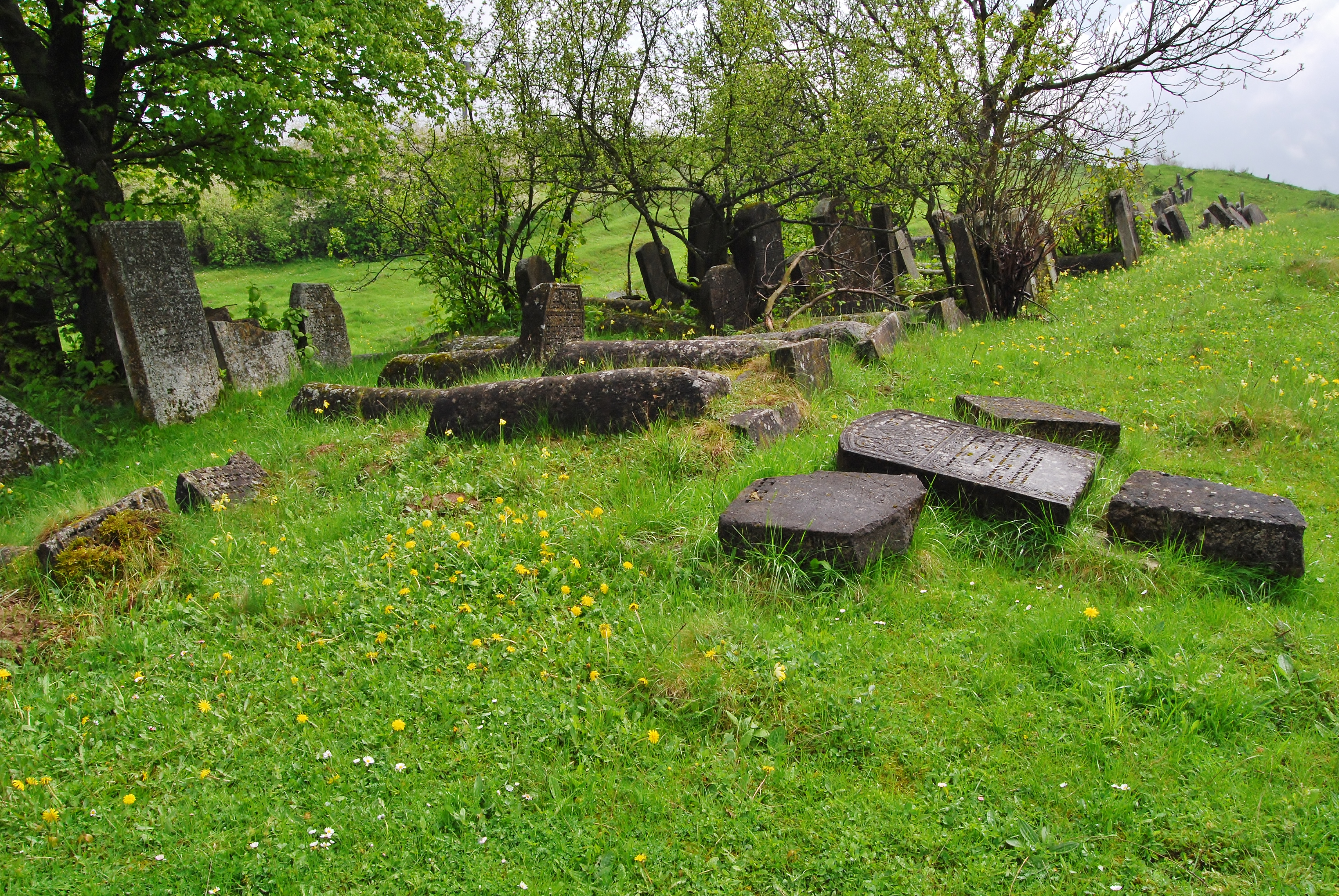
Фрагмент кладбища на горе
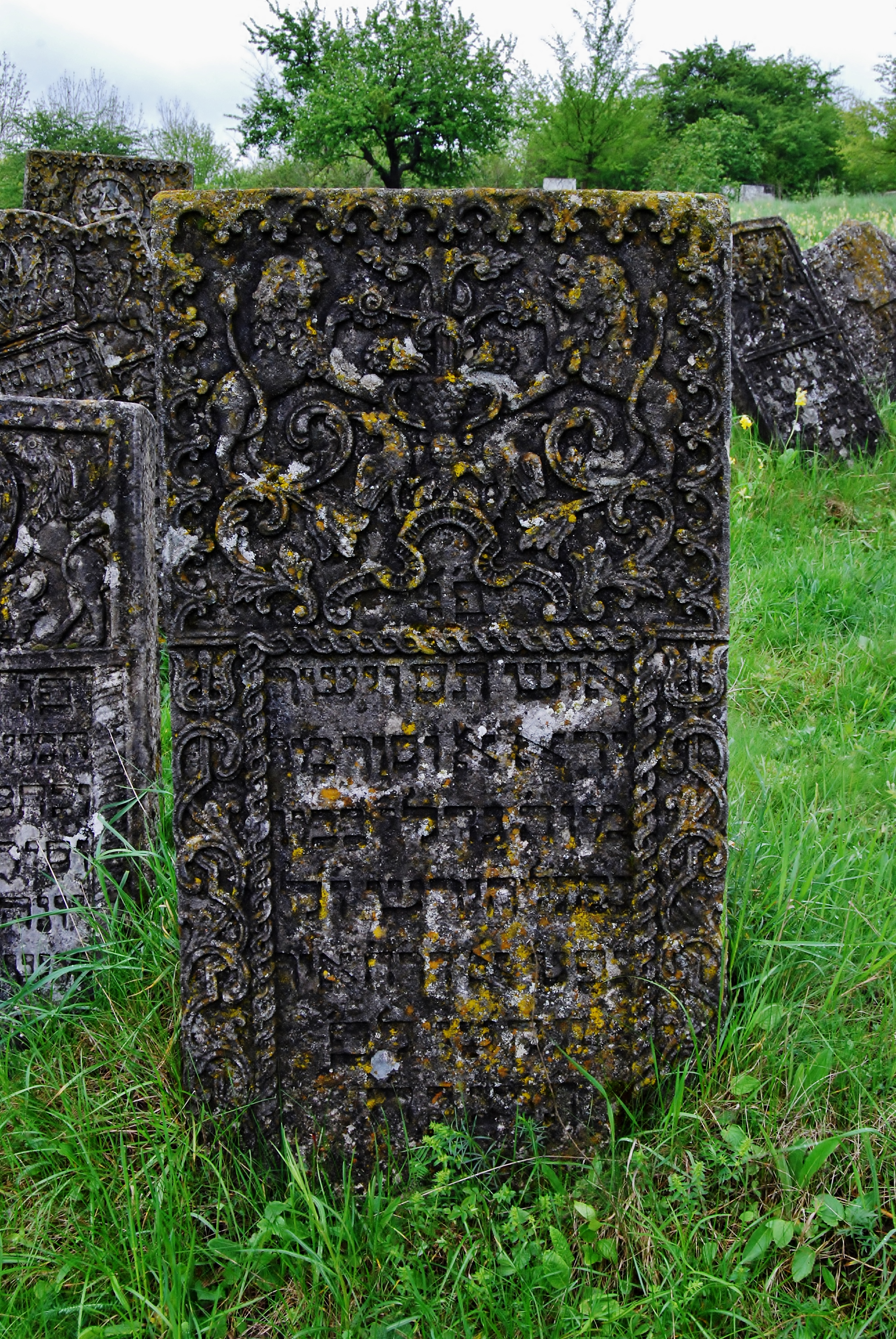
Львы и виноград
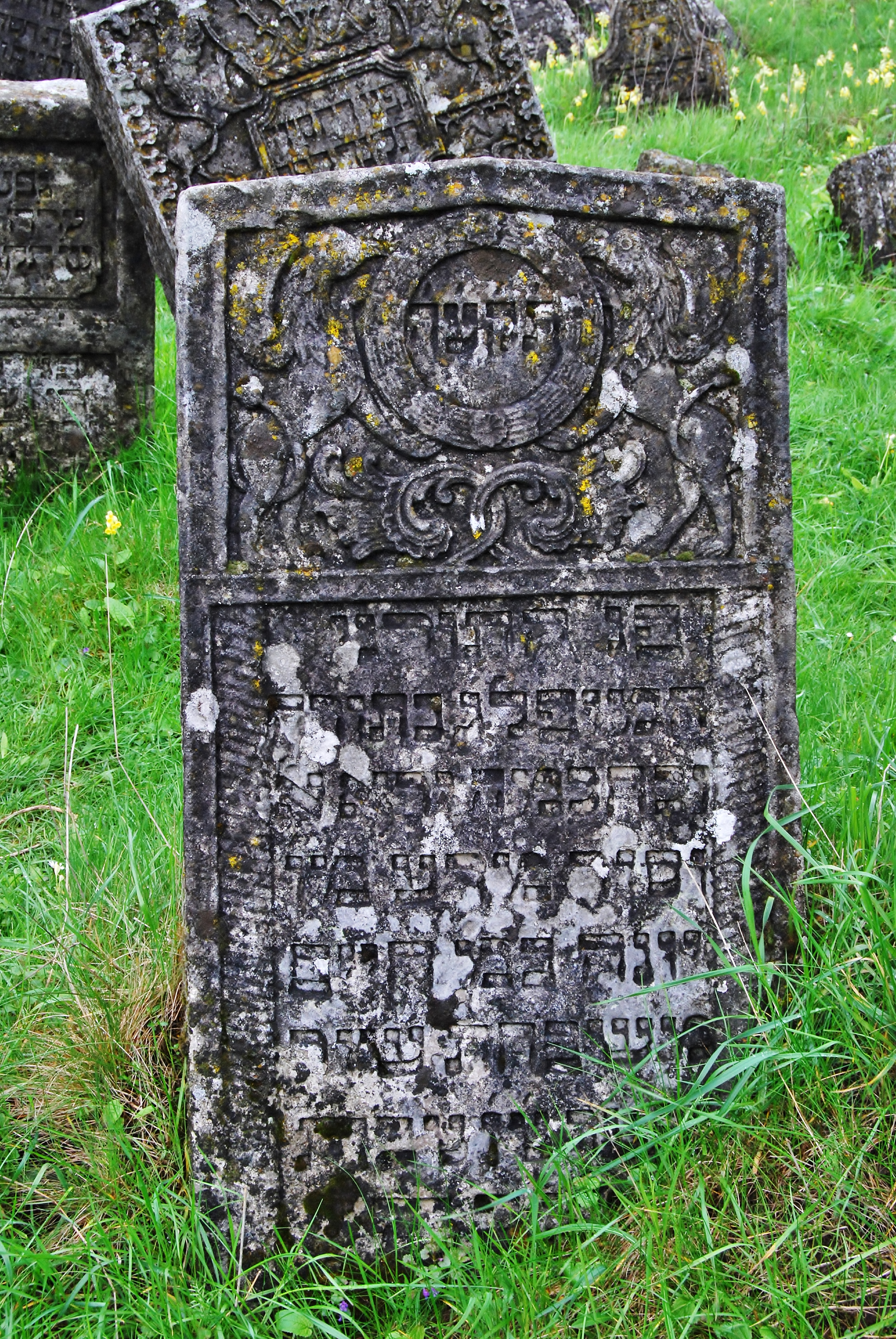
Львы  с птичьими головами
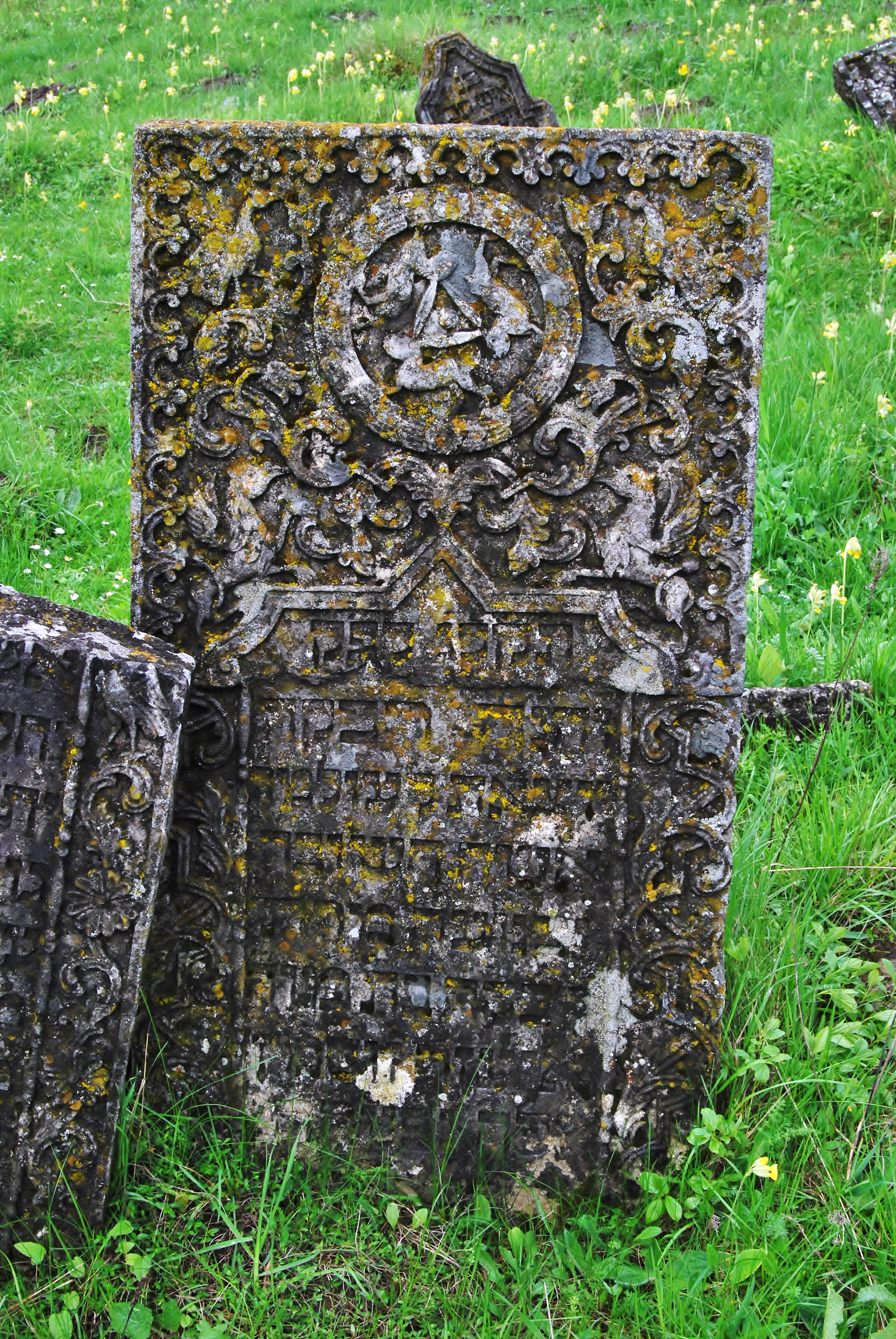
Три зайца
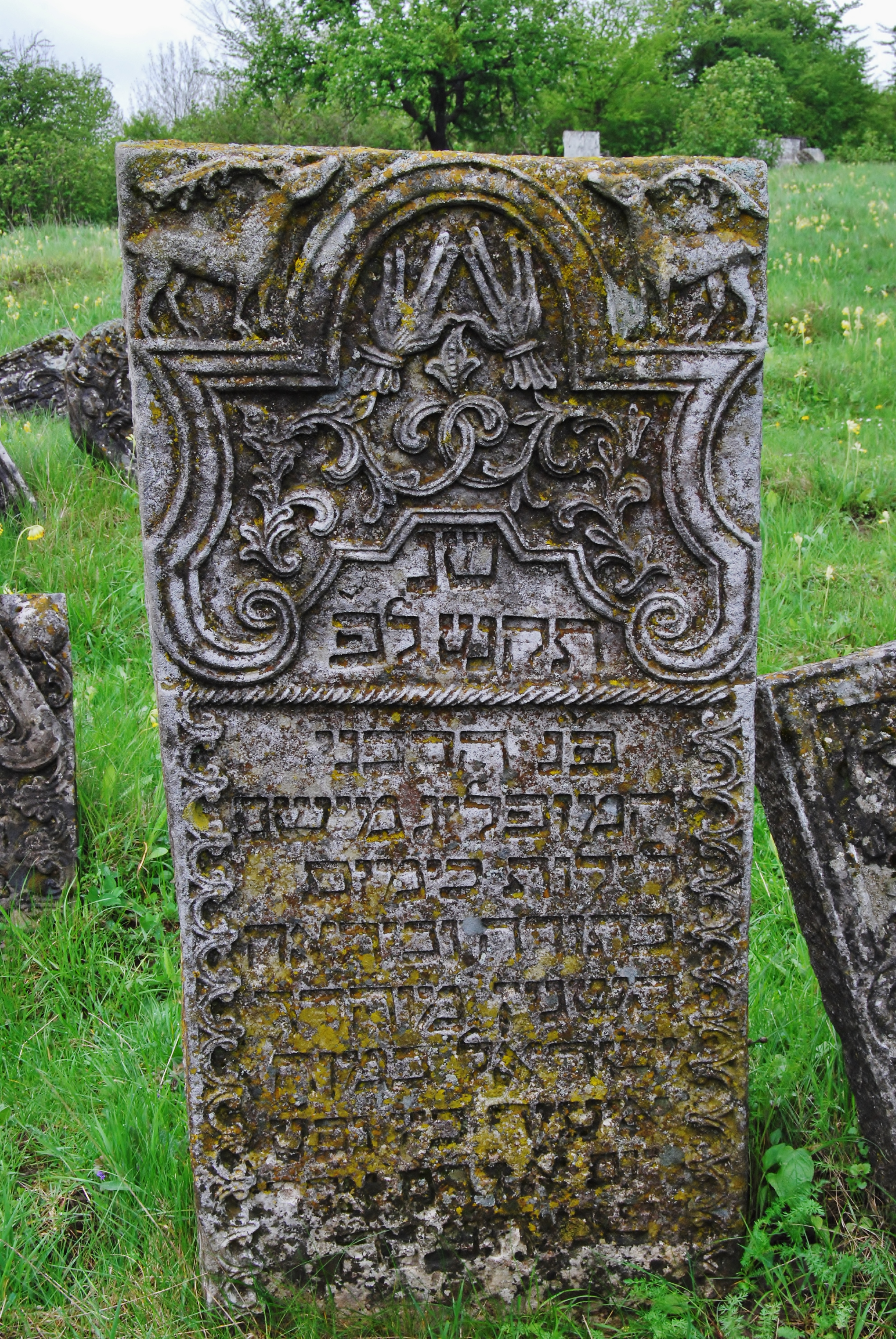
«Благословение Когана»
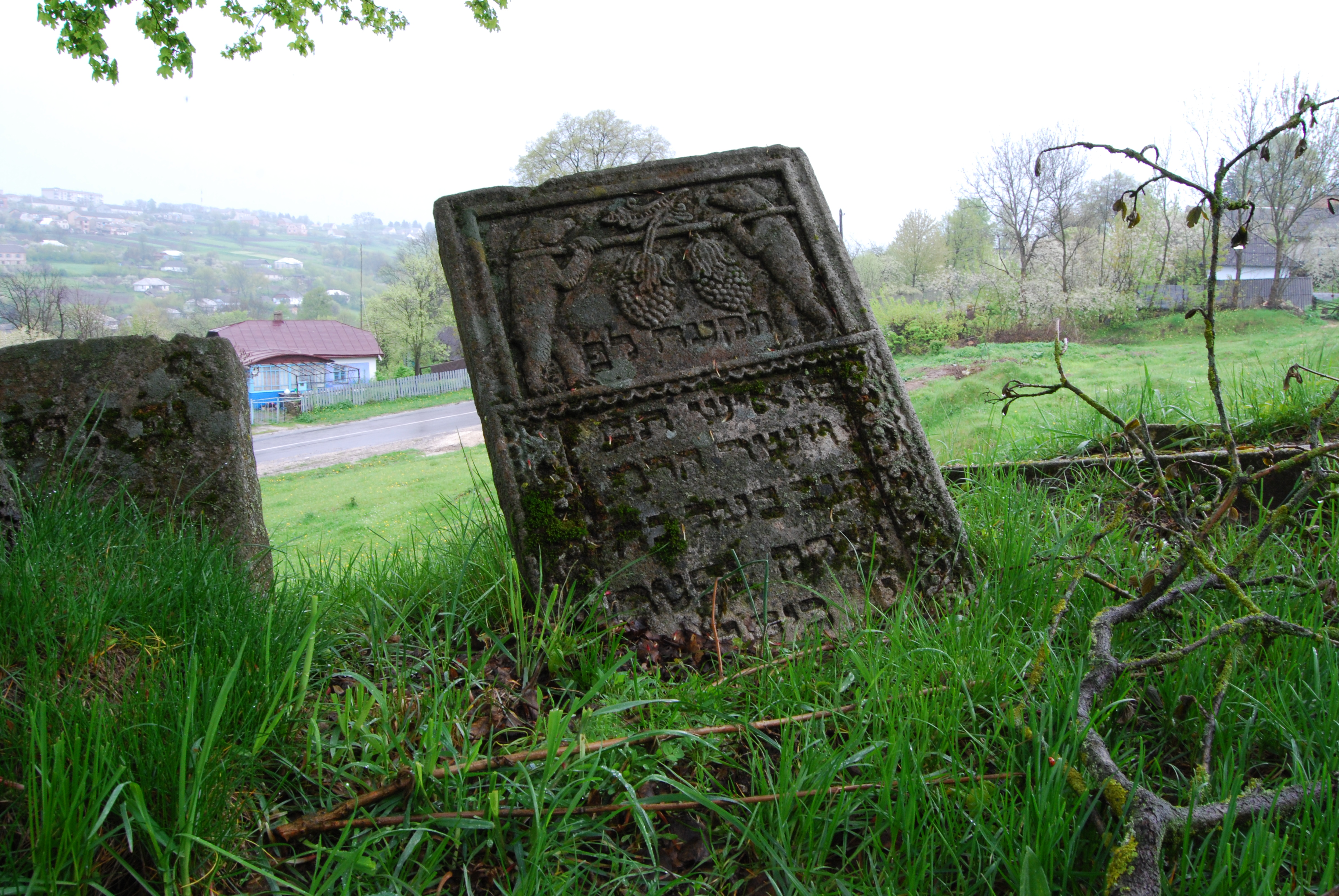
Медведи и виноград на могильной плите
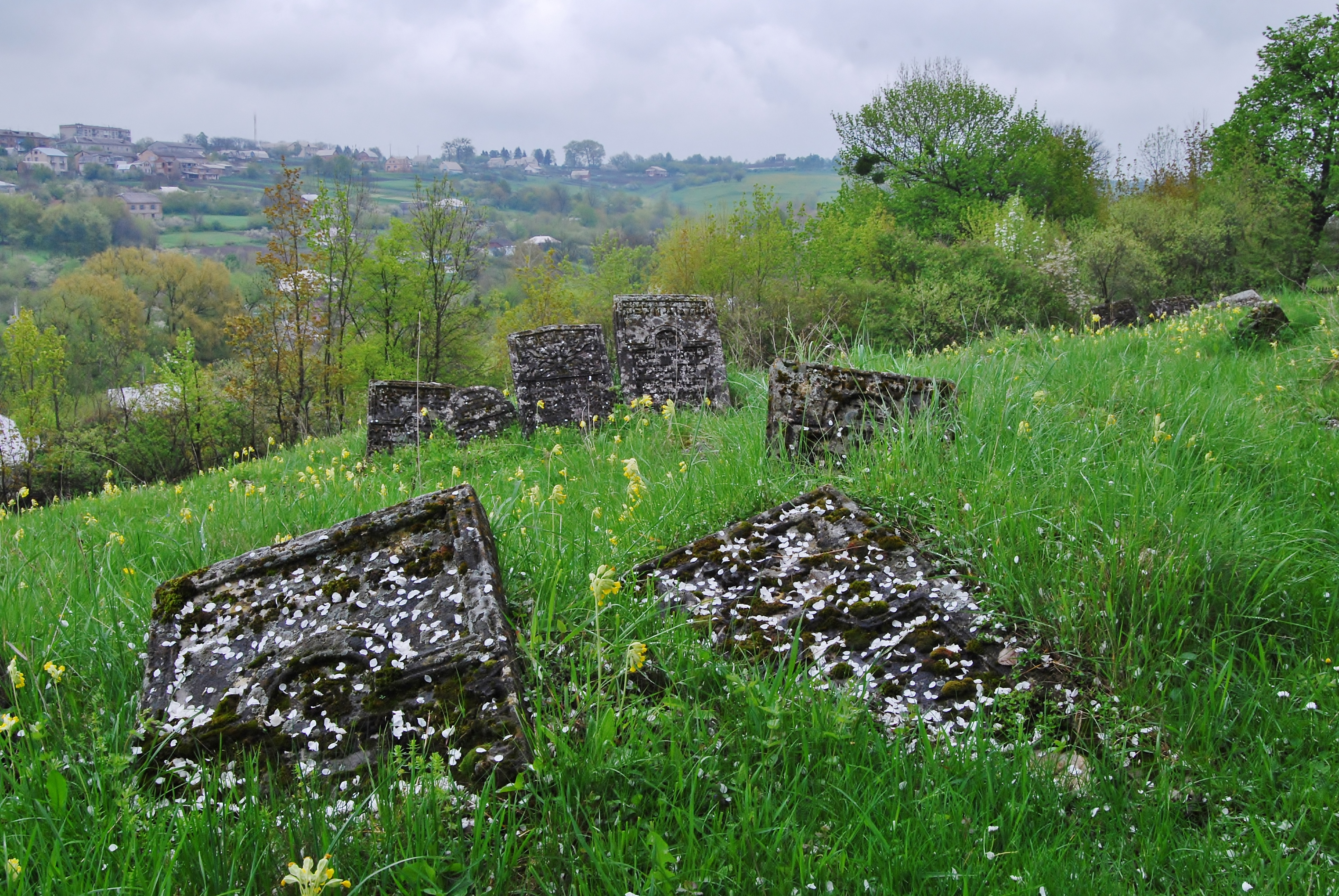
Опавшие лепестки яблонь на могильных плитах

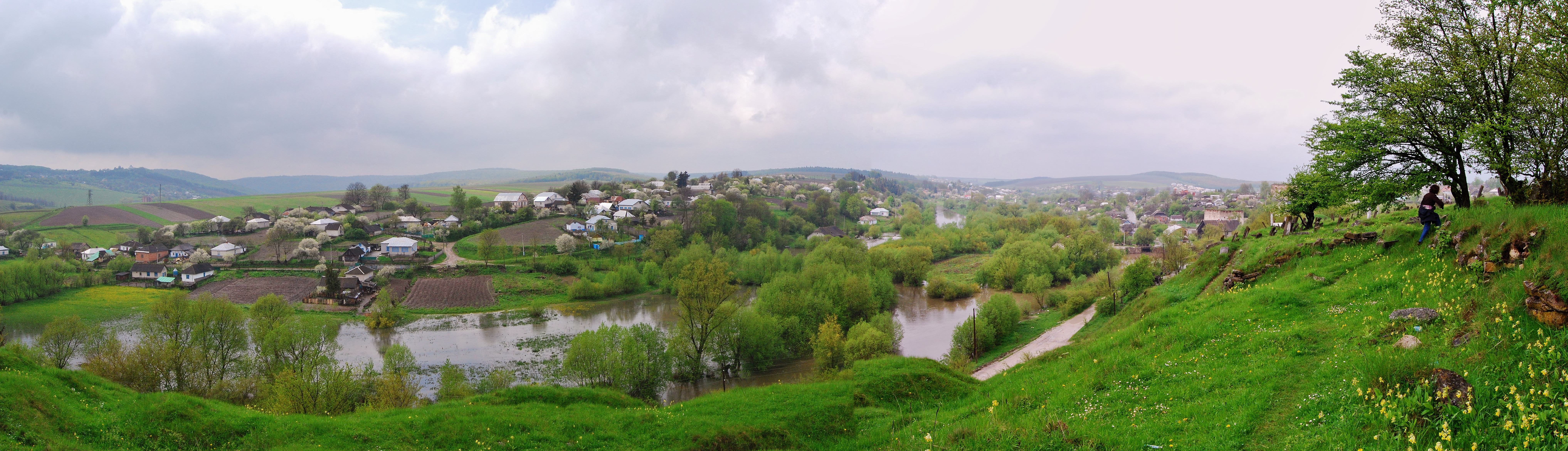
Панорама на Збруч и соседнее село Калагаровку с киркута